# Generación del 28 (pintura)
«Generación del 28» es una denominación que abarca a los artistas chilenos que expusieron en el Salón Oficial de 1928, la cual contó con la curaduría de Camilo Mori, y entre los que se ubican Tótila Albert, Isaías Cabezón, Luis Vargas Rosas, Inés Puyó, Augusto Eguiluz y Roberto Humeres.
Influenciados por el grupo Montparnasse, los miembros de esta generación se interesaron en postular la autonomía de la pintura: analizando el significado del cuadro, reconstruyeron su concepto, estableciendo relaciones formales al interior de éste, las cuales colocaron la pintura como un tema en sí mismo.
Alentaron la modernidad desde las escuelas artísticas, haciendo que los jóvenes se formaran respetando los valores de la investigación pictórica, y con total libertad de expresión; coherentes con la misma línea, decidieron incorporar las artes aplicadas, como el esmalte, a sus trabajos.